# Armata przeciwlotnicza 3,7-calowa
Armata przeciwlotnicza 3,7–calowa (Ordnance QF 3.7 inch anti-aircraft gun) – brytyjskie działo przeciwlotnicze kalibru 94 mm używane w okresie II wojny światowej i po jej zakończeniu, aż do zastąpienia przez rakietowe pociski przeciwlotnicze.
Prototyp powstał w 1936, produkcję seryjną rozpoczęto w roku 1938. W 1941 armaty tego typu stanowiły większość brytyjskich armat przeciwlotniczych. Produkowane były w kilku odmianach i montowane na trzech rodzajach podstaw – kołowej, krzyżowej i statycznej.
Po upadku Francji w roku 1940 spora liczba tych dział dostała się w ręce niemieckie. Niemcy ocenili zalety broni tak wysoko, że postanowili uruchomić do niej produkcję amunicji. Armaty używane były jako broń przeciwlotnicza o oznaczeniu 9-4 cm Flak Vickers M.39(e) i w bateriach artylerii nadbrzeżnej. W 1944 roku jedna z takich baterii zatopiła pod Walcheren kilka alianckich okrętów desantowych.